# 奧日什湖

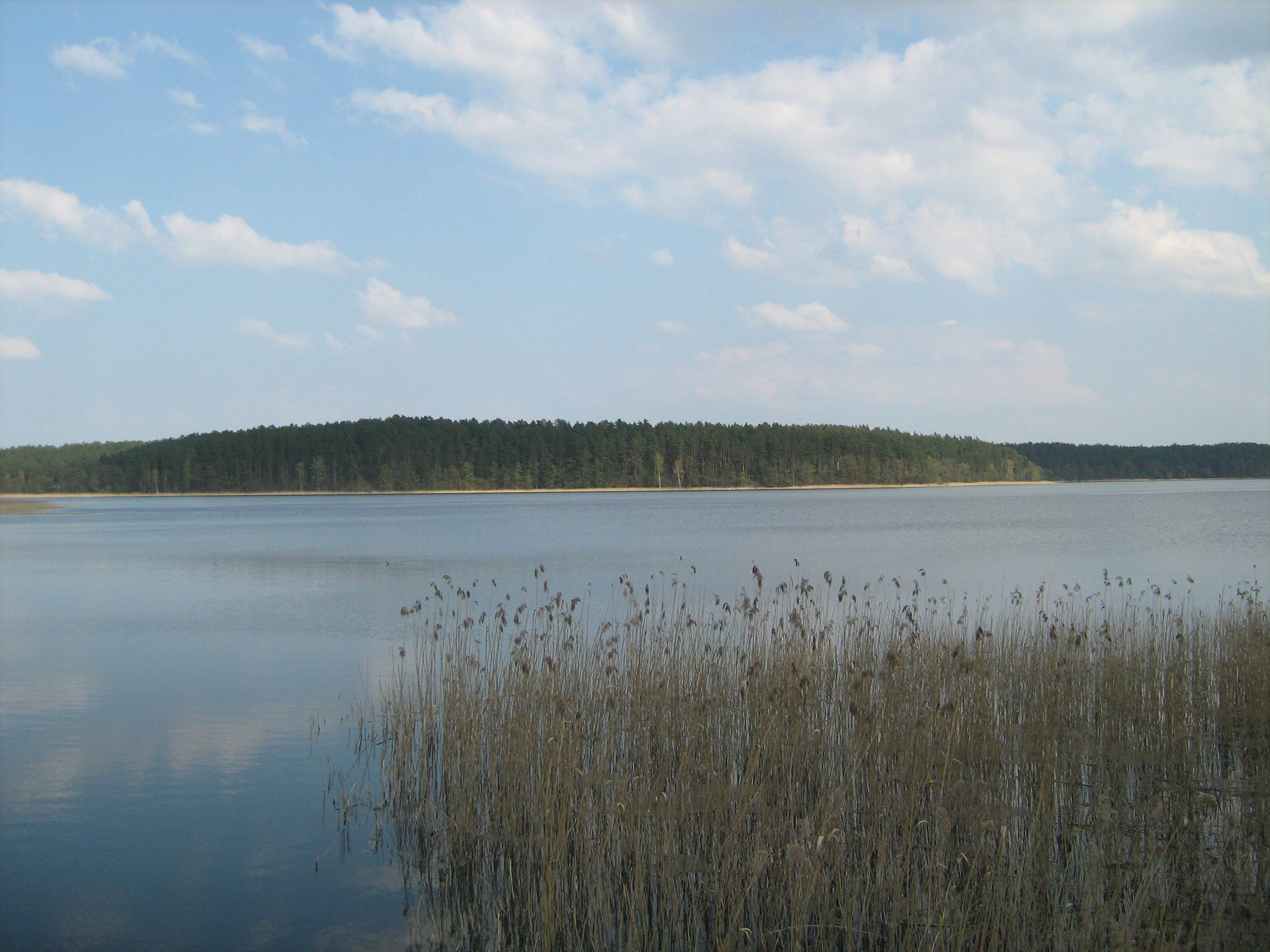

53°49′59″N 22°01′35″E / 53.83306°N 22.02639°E
奧日什湖（波蘭語：jezioro Orzysz）是波蘭的湖泊，位於該國東北部瓦爾米亞-馬祖里省，處於馬祖爾湖區，長11.7公里、寬3.3公里，面積10.9平方公里，平均水深6.6米，最大水深36米，海拔高度117米。